# 澁谷純希
澁谷 純希（しぶや じゅんき、2006年11月25日 - ）は、北海道帯広市出身のプロ野球選手（投手・育成選手）。左投左打。北海道日本ハムファイターズ所属。

## 経歴

### プロ入り前
帯広市立豊成小学校3年生のときに『豊成ファイターズ』で野球を始め、帯広市立南町中学校では軟式野球部でプレー。
帯広農業高校へ進学し、2年秋まで野手に専念した。1年秋に左足首を骨折。さらに、2年春から違和感を感じていた左肘神経麻痺の手術を2年夏の大会後に受けた。2年秋の大会後から徐々に本格的な投球練習を開始し、3年春の十勝支部予選1回戦（対帯広柏葉）で公式戦初登板。3年夏は十勝支部予選決勝（対帯広大谷）で敗退し、公式戦登板は4試合のみであった。
「まだ経験も少なかったので、もっと投げたくて」と親に頭を下げ、約27万円の費用を支払って参加した『リーガサマーキャンプ』では準決勝で自己最速の147km/hを計測し、5回8奪三振1失点（自責点0）と好投した。
2024年10月24日に開催されたドラフト会議にて、北海道日本ハムファイターズから育成2位指名を受けた。12月8日には支度金300万円・年俸260万円（いずれも金額は推定）で本契約を締結。また、同日に行われた新入団会見にて、背番号が122と発表された。

## 選手としての特徴
ストレートの最速は147km/hを計測。自信のある球種にはナックルカーブを挙げている。

## エピソード
日本相撲協会の八角理事長（元横綱・北勝海）は遠縁の親戚（祖母の従兄弟）にあたり、ドラフトで指名を受けた際には祝福のコメントが寄せられた。
幼少期から日本ハムファンで、小学5年の時に大谷翔平が帯広の森野球場で場外ホームランを打った試合を現地観戦していたという。

## 詳細情報

### 背番号
- 122（2025年[12] - ）